# Nephrotoma whiteheadi
Nephrotoma whiteheadi är en tvåvingeart som beskrevs av Edwards 1933. Nephrotoma whiteheadi ingår i släktet Nephrotoma och familjen storharkrankar. Inga underarter finns listade i Catalogue of Life.